# سن-ژان-دو-ماتا، کبک
سن-ژان-دو-ماتا (به فرانسوی: Saint-Jean-de-Matha) شهری در منطقه شهری ماتاوینی ناحیه لانودییر در استان کبک کانادا است. در سرشماری سال ۲۰۱۱ این شهر ۳٬۸۳۵ نفر جمعیت داشته‌است و مساحت آن ۱۱۷٫۰۱ کیلومتر مربع است.